# أثينايس (ابنة هيرودس أتيكوس)
مارسيا أنيا كلوديا ألسيا أثينايس جاقيديا لأتيريا،(باليونانية: Μαρκία Κλαυδία Άλκία Άθηναΐς Γαβιδία Λατιαρία) والمعروفة باسم اثيني( باليونانية : Αθην αΐς) ، هي نبيلة رومانية من أصل يوناني وأثينيروماني إيطالي عاشت في الإمبراطورية الرومانية.
المحتويات
- النسب والأسرة
- حياتها
- المراجع
- المصادر

## النسب والأسرة
- ولدت أثينايس لعائلة متميزة وغنية جدا من الرتب القنصلية. كانت الابنة الثانية من بين أبناء أثينا الروماني، عضو مجلس الشيوخ الروماني،  و السفسطائي هيرودس أتيكوس و أسبازيا أنيا ريجيلا و هي نبيلة رومانية عالية الارستقراطية ذات سلطة.

كان أجداد أثينايس من جهة الأب أعضاء في مجلس الشيوخ الروماني: كلوديوس أتيكوس هيرودس و الوريثة الغنية  فبوليا أليسيا أغريبينا، في حين أن أجدادها من جهة الأم كانوا أعضاء في مجلس الشيوخ الروماني و هم ابيوس انيوس جالوس و ألارستقراطية أتيليا كاوسيديا تيرتولا. كان عمها تيبيريوس كلاوديوس أتيكوس هيروديانوس، في حين كانت عمتها هي كلوديا تيسامينيس. و كان خال أثينايس أبوسي أنيوس أتيليوس برادوا الذي شغل منصب قنصل في 160.
من ناحية جدها من جهة الأم أثينايس كانت لها صلة قرابة بالإمبراطور الروماني فوستينا الأكبر زوجة الإمبراطور الروماني بيوس. فوستينا الأكبر   كانت والدة الإمبراطور الروماني فوستينا الأصغر وعمة الإمبراطور ماركوس
وهكذا كانت قريبة لعائلة فوستينا الأصغر وماركوس أوريليوس.

## عن حياتها
ولدت أثينايس في السنة  التي تولي فيها والدها رئاسة القنصلية  في روما. و قد قيل انه ربما ولدت في الفيلا التي كان يملكها والديها  على طريق أبيان. بعد أنتهاء فترة تولي والدها لهذا المنصب، غادرت أثينايس وعائلتها إيطاليا وانتقلت إلى اليونان.
أنقطعت أثينايس عن عائلتها  وأقاربها في إيطاليا. و أصبحت هي وأسرتها جزءًا من أعلى دائرة في المجتمع اليوناني، خاصة في أثينا.
أقام والداها  نافورة ضخمة كبيرة في الهواء الطلق في أولمبيات،  في اليونان. وتتميز النافورة الضخمة بتماثيل وتكريمات أعضاء العائلة الإمبراطورية الحاكمة، بما في ذلك أفراد عائلتها وأقارب والديها. من بين التماثيل تمثال نصفي لأثينايس معروض في متحف أولمبيا الأثري.
كان والدا أثينايس قد خطبوها لرستقراطي أثيني يدعى لوسيوس فيبوليوس روفوس.  لوسيوس فيبوليوس روفوس و أثينايس كانوا أبناء عمومة من الدرجة الثانية. كان لوسيوس فيبوليوس روفوس متزوجًا سابقًا ولديه ابن واحد اسمه لوسيوس فيبوليوس. تبني هيرودس أتيكوس  ل لوسيوس فيبوليوس كإبن له في وقت ما بعد 160 وكان معروفًا باسم لوسيوس فيبوليوس كلاوديوس هيرودس
في عام 160 أثينايس تزوجت من لوسيوس فيبوليوس روفوس. وفي عام 161، حملت أثينايس ابنا يدعى لوسيوس فيبوليوس هيبارخوس.و قد توفيت أثينايس بعد وقت قصير من ولادة ابنهم.